# David Livingstone
David Livingstone (Blantyre, Escócia, 19 de março de 1813 – Aldeia do Chefe Chitambo, Rodésia do Nordeste, 1 de maio de 1873) foi um missionário e explorador britânico que se tornou famoso por ter sido um dos primeiros europeus a terem explorado o interior da África. Ao longo de sua vida, David Livingstone empreendeu diversas expedições missionárias pelo interior do continente africano, sendo que em muitas delas, Livingstone foi o primeiro homem branco a ter visitado determinadas regiões da África.

## Biografia

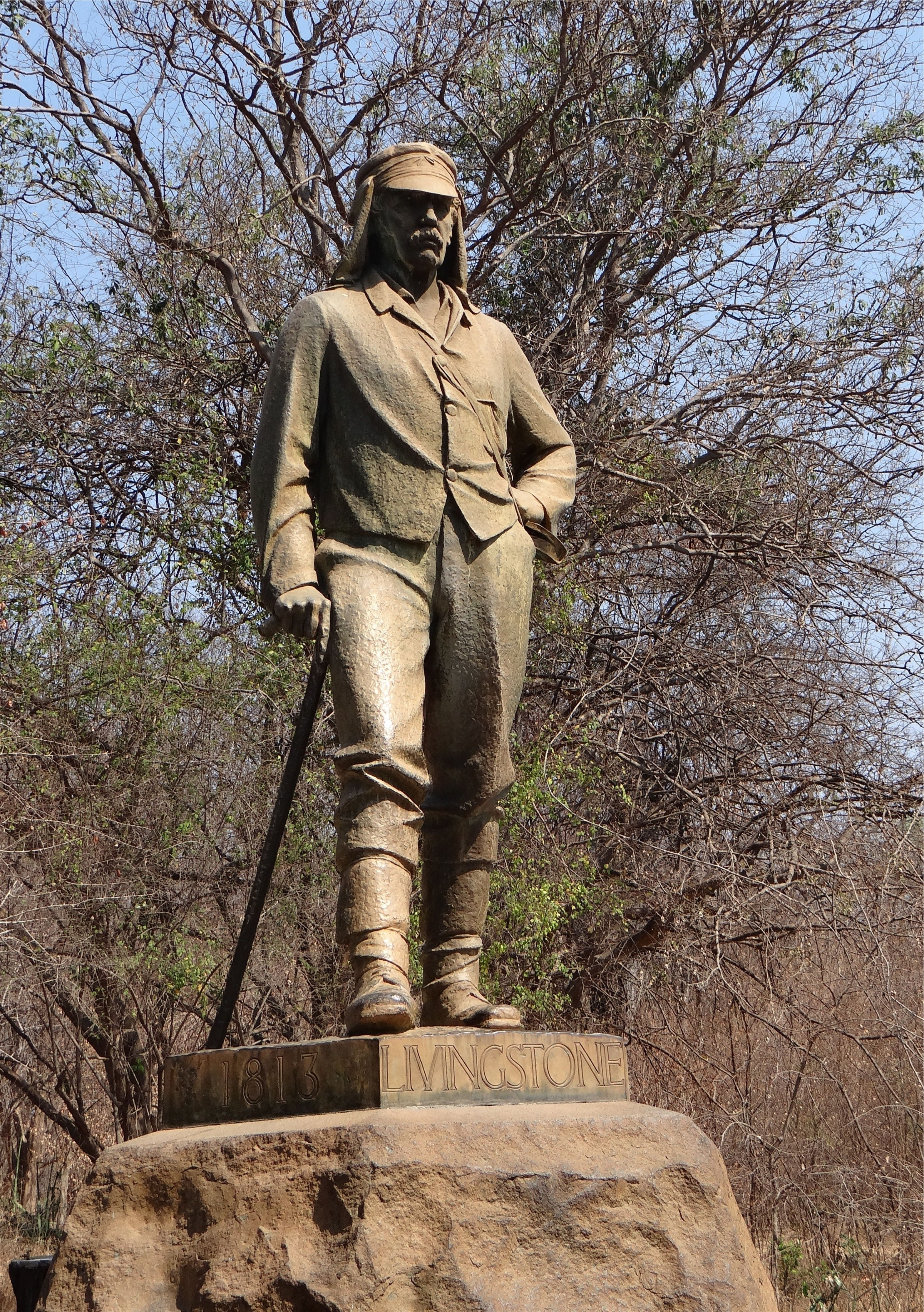
Estátua em homenagem a David Livingstone no lado zimbabuano das Cataratas Vitória.

David Livingstone foi um pastor que nasceu em Blantyre, a sul de Glasgow, em 19 de março de 1813. Aos 10 anos começou a trabalhar na fábrica local de algodão, com aulas na escola à noite.  Em 1834, perante os apelos da Igreja Presbiteriana, que queria mandar missionários para a China, decidiu preparar-se para assumir essa função.  Em 1836, começou a estudar grego, medicina e teologia em Glasgow, na Escócia e decidiu tornar-se um missionário médico.  Em 1841, foi colocado à beira do deserto do Kalahari, na África Austral.  Em 1845, casou-se com Mary Moffat, filha de um colega missionário.
Livingstone sentiu-se fascinado pela missão de chegar a novos povos no interior da África e apresentá-los ao cristianismo, bem como libertá-los de escravidão. Foi isso que inspirou suas explorações. Em 1849 e 1851, viajou por todo o deserto do Kalahari, na segunda visita ao rio Zambeze.  Em 1842, começou uma expedição de quatro anos para encontrar uma rota a partir do Alto Zambeze à costa. Essa enorme expedição contribuiu para o preenchimento das lacunas do conhecimento ocidental sobre a África central e do sul.  Em 1855, Livingstone descobriu uma espetacular catarata ou cachoeira, a qual chamou de Cataratas Vitória (Victoria Falls). Chegou também à foz do Rio Zambeze sobre o Oceano Índico, em Maio de 1856, tornando-se o primeiro europeu a atravessar a largura da África meridional.
David Livingstone não foi o primeiro, mas foi certamente o maior explorador da África. Quando embarcou pela primeira vez para o continente negro, em 1841, pretendia atuar principalmente como missionário. Constatou logo que as missões em território pouco povoado não seriam promissoras, se não viajasse muito e visitasse os "selvagens" – como os negros eram chamados pelos colonizadores. Ao todo, percorreu 48 000 km em terras africanas. Numa aventura de mais de 15 anos, atravessou duas vezes o deserto do Kalahari, navegou o rio Zambeze de Angola até Moçambique, procurou as fontes do rio Nilo, descobriu as cataratas Vitória e foi o primeiro europeu a atravessar o lago Tanganica. Cruzou Uganda, a Tanzânia e o Quênia. Andava a pé, em carros de boi e em canoas.  Nas aldeias, tratava dos doentes, conquistando assim a amizade dos nativos.

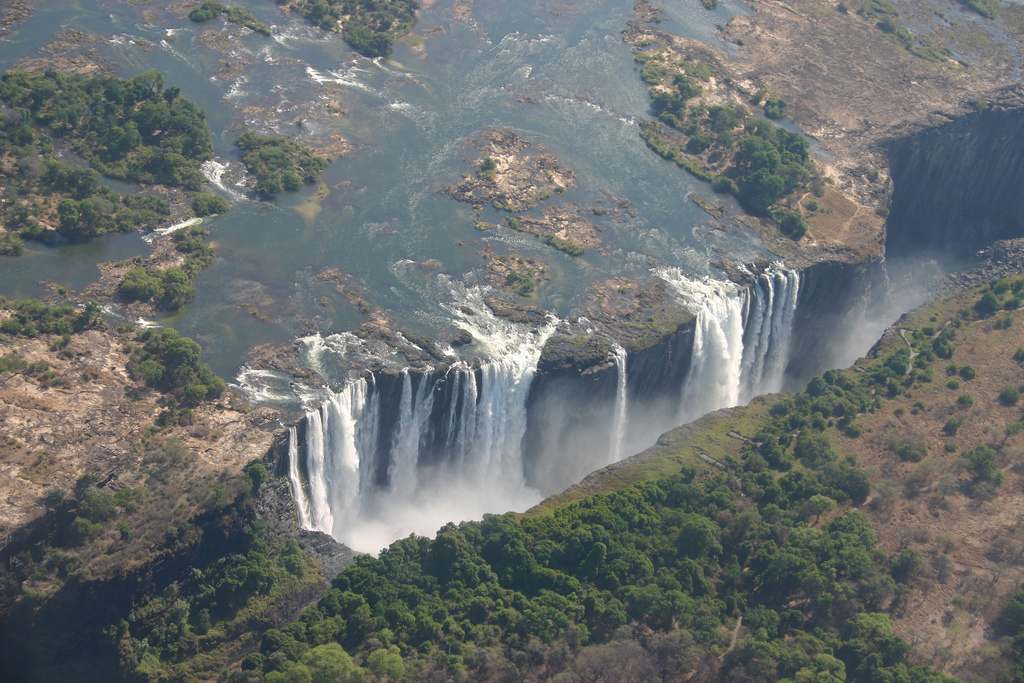
David Livingstone descobriu as Cataratas Vitória em 17 de novembro de 1855

Combateu, desde o início, o tráfico de escravos que, embora proibido no império britânico desde 1833, ainda era praticado pelos portugueses e árabes. O objetivo de Livingstone era levar o livre comércio, o cristianismo e a civilização para o interior do continente africano.

## Descobertas

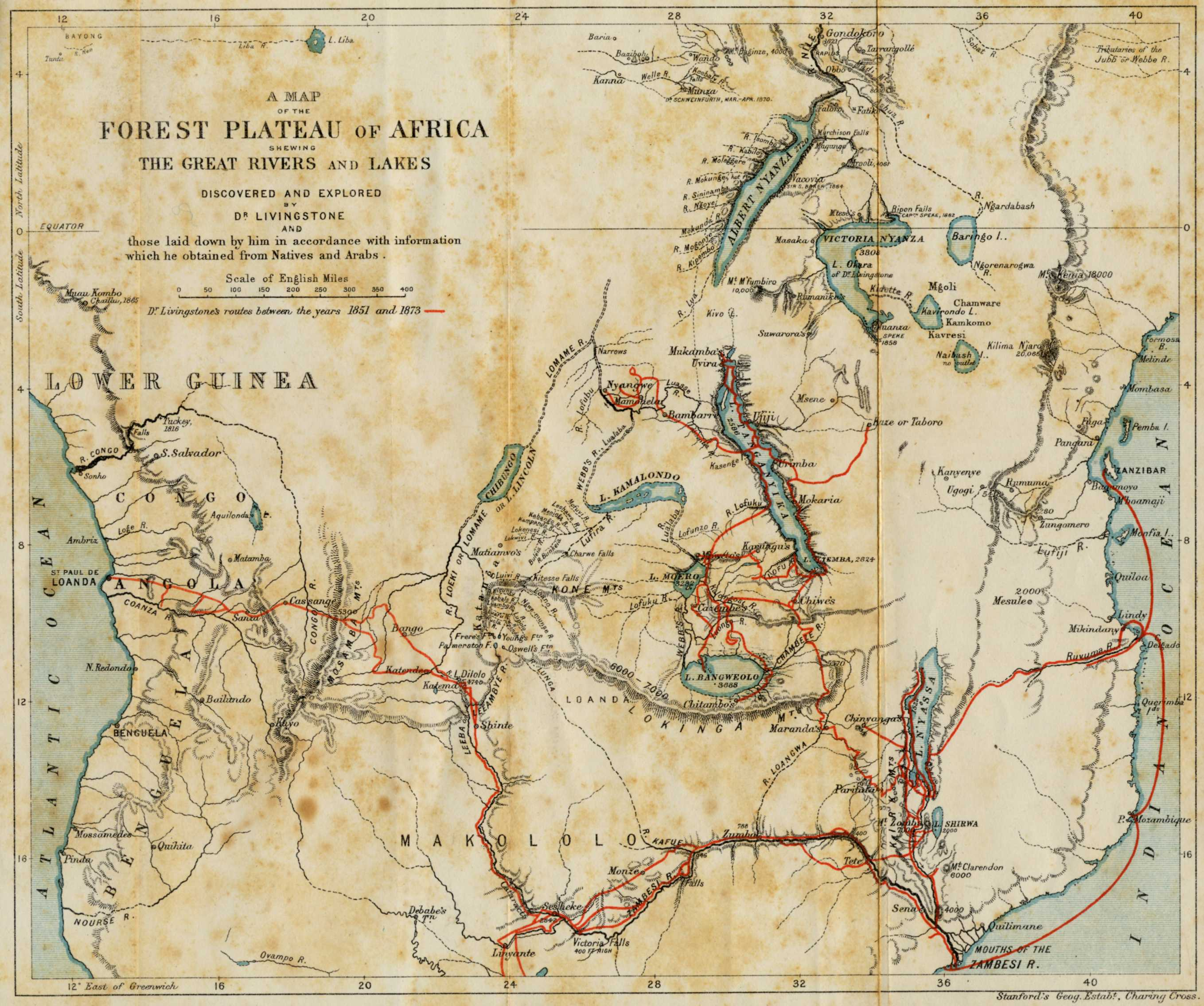
Mapa das famosas expedições de David Livingstone pelo interior da África entre 1851 e 1873

Durante sua atividade missionária, ele ouvira falar de regiões frutíferas além do deserto de Kalahari. Em 1849, partiu com a família e um amigo em direção ao norte. Enfrentou o calor inclemente e a escassez de água do deserto, até descobrir o lago Ngami – seu primeiro êxito de descobridor. De 1852 a 1856, viajou pelo rio Zambeze, cruzando quase todo continente africano, de leste a oeste.
De volta à Inglaterra, Livingstone publicou, em 1857, o livro Viagens missionárias e pesquisas na África do Sul, que virou best-seller. Famoso, passou a trabalhar para o governo britânico. A serviço da Royal Geographical Society, partiu em 1865 à procura da nascente do rio Nilo. Foi atacado impiedosamente pela malária, sua "companheira" de viagens. Além disso, ele se encontrava numa região completamente desconhecida e hostil. Muitas tribos o viam como traficante de escravos. Sua esposa morreu de malária em 1862, um amargo golpe e em 1864 ele foi convocado pelo governo a retornar trazendo os resultados de suas viagens.
Em sua penúltima expedição, partiu de Zanzibar, na costa oriental da África, e queria chegar ao lago Niassa. Abandonado pelos guias africanos, que fugiram com a comida e os remédios, e enfraquecido pela malária, o explorador chegou à aldeia de Ujiji, na margem tanzaniana do lago Tanganica. Na Europa, a estas alturas, ele já era dado como desaparecido. Supunha-se que estivesse mortalmente enfermo nas selvas africanas ou tivesse sido assassinado. Só nos Estados Unidos ainda se acreditava encontrá-lo vivo. Esta expedição durou de 1866 até a morte de Livingstone em 1873. 

### A procura

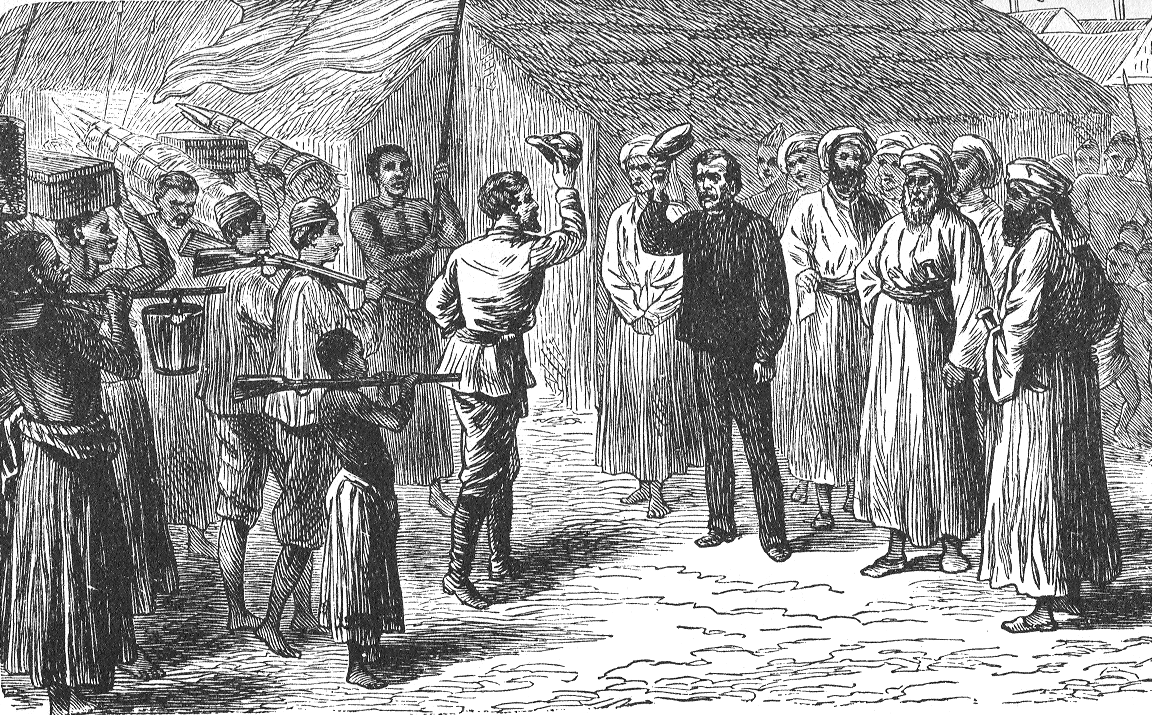
Ilustração do célebre encontro entre David Livingstone e Henry Morton Stanley ocorrido em Ujiji, na atual Tanzânia, entre outubro e novembro de 1871. Ao encontrar Livingstone depois de uma jornada que durou meses em busca do seu paradeiro, Stanley proferiu o seu famoso e sarcástico cumprimento: "Dr. Livingstone, Eu presumo?"

Em março de 1871, o editor James Gordon Bennett encarregou o jornalista Henry Morton Stanley, correspondente em Madrid do jornal New York Herald, a procurar Livingstone, de quem não se tinha nenhuma notícia há vários meses, e contar sua história. Com o auxílio de 200 carregadores, o repórter finalmente encontrou o explorador, aos 58 anos de idade e esqueleticamente magro em Ujiji, às margens do Lago Tanganica, na atual região tanzaniana de Kigoma. Este encontro se deu entre a segunda quinzena do mês de outubro e a primeira quinzena do mês de novembro de 1871, sendo que não há uma data exata, já que o diário de Livingstone sugere que o encontro aconteceu entre os dias 24 e 28 de outubro de 1871, enquanto que o diário de Stanley afirma que o encontro ocorreu no dia 10 de novembro de 1871. No momento em que os dois se encontraram, Henry Morton Stanley proferiu a famosa e sarcástica frase: "Dr. Livingstone, Eu presumo?", tendo Livingstone respondido: "Sim, e eu me sinto grato por eu estar aqui para recebê-lo".
Depois de recuperar suas forças com os alimentos e remédios levados pelo jornalista, Livingstone acompanhou Stanley em viagens ao extremo norte do lago Tanganica. Quando se preparava para retornar aos EUA, Stanley insistiu para que o explorador voltasse à Inglaterra, porém o fanático pesquisador resistiu. Passou seus últimos dias de vida errante na região do lago Bangweulu, na atual Zâmbia. 

### O desfecho
Por muitos anos sua saúde demonstrava fragilidade, vindo a falecer no dia 1 de maio de 1873. Os nativos encontraram David Livingstone morto e ajoelhado ao lado da cama, na aldeia do chefe tribal Chitambo, localizada no norte do distrito zambiano de Serenje, a cerca de 100 km a sudeste do lago Bangweulu.
David Livingstone morreu por disenteria e malária, orando. Os seus auxiliares de confiança Chuma, Suza Mniasere e Vchopere, enterraram o seu coração e as suas vísceras debaixo de uma árvore, onde em 1902 foi erguido o atual Memorial Livingstone. Depois disso, eles lavaram o corpo de Livingstone com sal e aguardente e o puseram para secar ao sol.
Envolto numa manta de lã e dentro de uma caixa de casca de árvore, o corpo de Livingstone foi levado pelos seus auxiliares até Bagamoyo, de onde o corpo foi levado de navio até ao Reino Unido. Livingstone foi o primeiro a descrever a geografia, a estrutura social, os animais e as plantas do continente africano. Contudo, seu trabalho como missionário teve menor êxito do que o de descobridor. Hoje, os restos mortais do explorador (exceto o coração e as vísceras) se encontram enterrados na Abadia de Westminster, em Londres. 